# Völkermarkt
Völkermarkt (slovenski: Velikovec) grad je na jugu Austrije s 10.953 stanovnika, a i administrativni centar je Okruga Völkermarkt.

## Zemljopisne karakteristike
Völkermarkt leži na jugoistoku Koruške u dolini rijeke Drave, nedaleko od velikog akumulacijskog jezera.

## Povijest
Najstarije naselje dokumentirano je između 1105. – 1126. pod imenom Volchimercatus, od 1254. navodi se kao grad, status grada mu je obnovljen 1342.
Vrhunac ekonomskog i političkog prosperiteta grad je imao u 15. stoljeću.

## Znamenitosti
Od znamenitosti Völkermarkt ima još uvijek dobro očuvane dijelove srednjovjekovnih gradskih utvrda i bastiona.
Pored toga tu je i župna crkva iz 1240. – 1247., restaurirana u drugoj polovici 15. stoljeća, kasnoromaničke jezgre, s portalima iz istog perioda i kasnogotičkim freskama (15. – 16. stoljeća).
Stara gradska vijećnica iz 1499. i barokni kužni stup na glavnom trgu posvećen sv.Trojstvu iz 1715.
Pored grada leže brojni dvorci; gotički Waisenberg, Toellerberg iz 16. stoljeća, Frankenstein (restauriran 1797.) i Thalenstein iz 15. stoljeća (restauriran u 18. stoljeću).

## Gospodarstvo
Völkermarkt je regionalni centar energetske kompanije KELAG koja tu ima dvije hidroelektrane.
Od 3.534 zaposlenih koliko ih je bilo 1991. oko 59 % je radilo u tercijarnom sektoru.
Industrija Völkermarkta proizvodi betonske konstrukcije, strojeve za građevinarstvo i precizne mehaničke dijelove. Grad je podigao novi industrijski park u kojem djeluju brojna mala poduzeća.

## Vanjske poveznice
- Službene stranice Völkermarkta  Arhivirana inačica izvorne stranice od 3. ožujka 2016. (Wayback Machine) (njem.)